# Обновленское (Ермаковское сельское поселение)
Обновленское — упраздненная в 2022 году деревня в Пошехонском районе Ярославской области России. Входила в состав Ермаковского сельского поселения.

## География
Деревня находилась в северной части области, в подзоне южной тайги, к берегу реки Выдрица, на расстоянии примерно 16 километров (по прямой) к северо-западу от города Пошехонье, административного центра района.

### Климат
Климат характеризуется как умеренно континентальный, с продолжительной холодной зимой и коротким умеренно тёплым летом. Среднегодовая температура воздуха — +2,9…+3,5 °C. Годовое количество атмосферных осадков — 500—750 мм, из которых большая часть выпадает в тёплый период. Преобладающее направление ветра юго-западное.

### Часовой пояс
Обновленское, как и вся Ярославская область, находится в часовой зоне МСК (московское время). Смещение применяемого времени относительно UTC составляет +3:00.

## Население
| 2007 | 2010 |
| ---- | ---- |
| 0    | →0   |

### Национальный состав
Согласно результатам переписи 2002 года, население отсутствовало.